# Systoechus scutellatus
Systoechus scutellatus är en tvåvingeart som först beskrevs av Macquart 1840.  Systoechus scutellatus ingår i släktet Systoechus och familjen svävflugor. Inga underarter finns listade i Catalogue of Life.